# Động đất Messina 1908
Động đất Messina 1908 (còn gọi là động đất Messina và Reggio 1908) xảy ra vào ngày 28 tháng 12 tại Sicilia và Calabria, miền nam của Ý với cường độ mô men là 7,1 và cường độ theo thang đo Mercalli là XI (cực độ). Các thành phố Messina và Reggio Calabria hầu như bị phá hủy hoàn toàn và có từ 75.000 đến 200.000 người thiệt mạng.

## Động đất

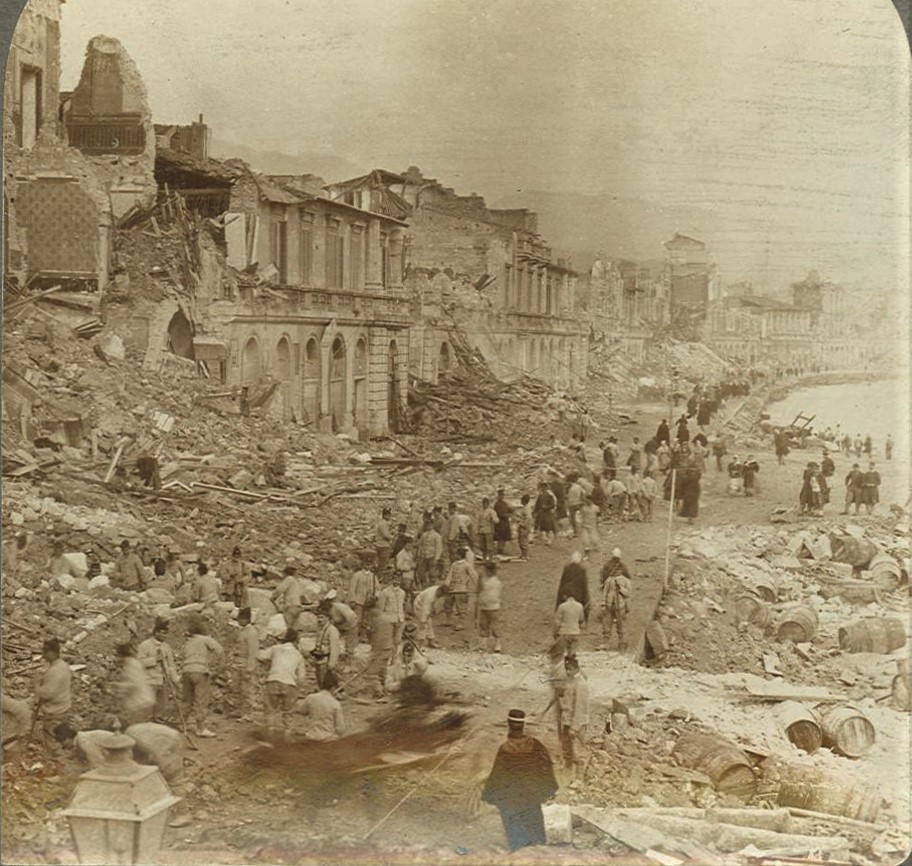
Hậu quả sau động đất và sóng thần Messina

Ngày 28 tháng 12 năm 1908, từ khoảng 05:20 đến 05:21,xảy ra một trận động đất có cường độ 7,1 theo thang độ lớn mô men, trung tâm tại thành phố Messina trên đảo Sicilia. Reggio trên đại lục cũng chịu tổn thất nặng. Mặt đất rung chuyển khoảng 30 đến 40 giây, và tàn phá trong vòng bán kính 300 km. Khoảnh khắc sau động đất, một cơn sóng thần cao 12 mét tấn công các bờ biển lân cận, gây ra tàn phá còn lớn hơn; 91% công trình kiến trúc tại Messina bị phá hủy, và khoảng 70.000 cư dân thiệt mạng. Lực lượng cứu hộ tìm kiếm trong gạch vụn trong nhiều tuần, có gia đình được cứu hết trong vài ngày sau, song có hàng nghìn gia đình vẫn bị chôn vùi tại đó. Các tòa nhà trong khu vực không được xây dựng để kháng động đất, chúng có mái nặng và móng yếu.
Động đất bắt nguồn từ đứt đoạn trực giao giữa các kiến tạo mảng. Ý nằm dọc theo vùng biên của mảng châu Phi, và mảng này đẩy thềm đại dương bên dưới châu Âu với tốc độ 25 mm mỗi năm. Điều này gây dịch chuyển thẳng đứng, có thể dẫn đến động đất. Gần đây có đề xuất rằng sóng thần khi đó không bắt nguồn từ động đất, mà là từ một trận lở đất lớn bên dưới biển. Một số đám cháy phá hủy các ngôi nhà và biến chúng thành đống đổ nát.

## Cứu trợ
Tin tức về tai họa được tàu phóng lôi của Ý đưa đến Nicotera, tại đây đường dây điện báo vẫn hoạt động, song việc truyền tin không hoàn thành cho đến nửa đêm vào cuối ngày đó. Các tuyến đường sắt trong khu vực bị phá hủy, thường là cùng với các ga đường sắt.
Hải quân và Lục quân Ý phản ứng và bắt đầu tìm kiếm, điều trị cho người bị thương, và sơ tán người tị nạn. Những kẻ cướp bóc sớm bị bắn. Quốc vương Victor Emmanuel III và Vương hậu đến nơi chịu tai họa.
Tai họa là tin tức chính trên toàn cầu và các nỗ lực cứu trợ quốc tế được phát động. Với sự trợ giúp của Hội Chữ thập đỏ và các thủy thủ trên các hạm đội của Nga và Anh, công tác tìm kiếm và dọn dẹp được xúc tiến. Các chiến hạm Tsesarevich và Slava cùng tuần dương hạm Admiral Makarov, Bogatyr và Aurora của Nga, chiến hạm Exmouth và các tuần dương hạm Euryalus, Minerva, và Sutlej của Anh được lệnh cung cấp giúp đỡ; S.S. Afonwen tại cảng Messina trong động đất. Các chiến hạm Justice và Vérité, và ba tàu khu trục phóng lôi của Pháp được lệnh đến Messina. Hạm đội Great White và các tàu tiếp tế USS Celtic và USS Culgoa của Hoa Kỳ cũng dược lệnh trợ giúp. Tàu của các quốc gia khác cũng hưởng ứng.

## Hậu quả
Trong nhiều năm sau 1908, các biện pháp phòng ngừa được tiến hành trong khi bắt đầu tái thiết, kiến trúc các tòa nhà phải chịu được động đất ở cường độ thay đổi, nếu lại bị tấn công một lần nữa. Trong quá trình tái thiết, nhiều cư dân Ý tái định cư đến các nơi khác tại Ý. Nhiều người buộc lòng phải di cư đến Hoa Kỳ. Năm 1909, tàu chở hàng Florida chở 850 hành khách như vậy rời Napoli. Chìm trong sương mù dày đặc, Florida va chạm với tàu khách hạng sang Republic. Ba người trên Florida lập tức thiệt mạng, và trong vòng vài phút hỗn loạn bùng phát trên tàu. Thuyền trưởng của Floridalà Angelo Ruspini sử dụng các biện pháp cực đoan để tái kiểm soát các hành khách tuyệt vọng, trong đó có bắn súng chỉ thiên. Cuối cùng, những người sống sót được cứu trên biển và đưa đến cảng New York.